# Spindale
Spindale è un comune degli Stati Uniti d'America, situato in Carolina del Nord, nella contea di Rutherford.